# Rogério Sampaio

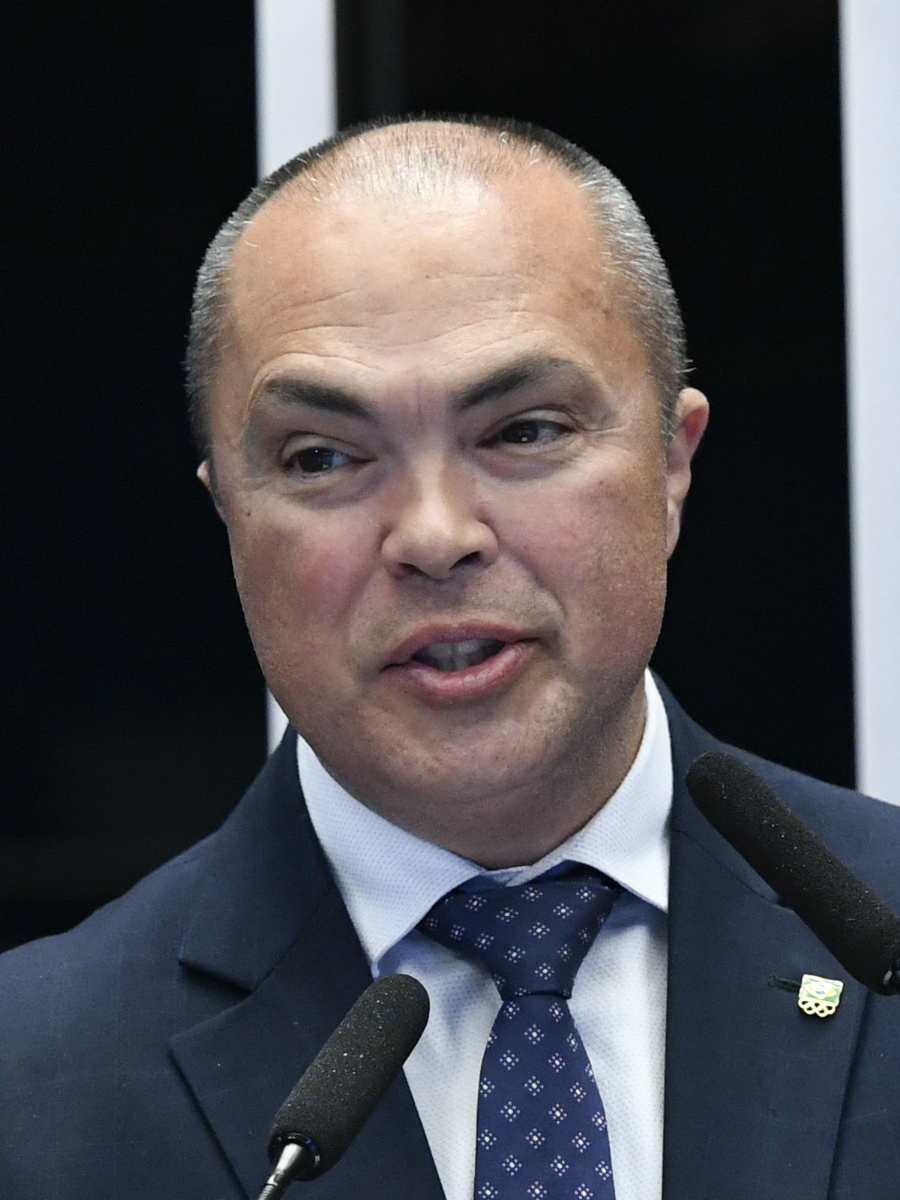
Rogério Sampaio, 2023

Rogério Sampaio Cardoso (* 12. September 1967 in Santos) ist ein brasilianischer Judoka, der 1992 bei den Olympischen Sommerspielen von Barcelona die Goldmedaille im Judo in der Gewichtsklasse Halbleichtgewicht (bis 65 Kilogramm) gewann.

## Leben

### Jugend
Sampaio stammt aus einer Judo-begeisterten Familie, er begann mit vier Jahren mit dem Judosport. Anfangs war Judo jedoch nur eine Pflicht, die er widerwillig erfüllte.
Aber mit der Zeit wurde es zu einer weiteren unterhaltsamen Aktivität, die er zusammen mit seinem älteren Bruder Ricardo ausübte. Die enorme Hingabe der Brüder sollte sich schon bald auszahlen. Mit 16 Jahren wurde Rogério Sampaio Jugendmeister von São Paulo und gewann kurz darauf seinen ersten internationalen Titel: Panamerikanischer Jugendmeister.
Als zweifacher Panamerikameister der Junioren im Jahr 1985 verlor Rogério seinen Platz bei den Olympischen Spielen 1988 in Seoul an seinen Bruder Ricardo. In diesem Jahr wurde Rogérios Ehrgeiz noch größer, nachdem sein Freund Aurélio Miguel mit einer Goldmedaille aus Korea zurückgekehrt war. Damit hatte ein Brasilianer erstmals eine olympische Goldmedaille im Judo gewonnen.
Trotz zahlreicher Schwierigkeiten aufgrund fehlender Mittel für Reisen und Training sowie einer turbulenten Beziehung zwischen Athleten und Führungskräften des brasilianischen Judo-Verbandes gab Rogério Sampaio nicht auf. Außerhalb der Tatami erlitt der junge Judoka im April 1991 den schwersten Schlag seines Lebens: Ricardo, sein Bruder und Partner, verstarb.

### Teilnahme an Olympischen Spielen
Emotional erschüttert und nach drei langen Jahren ohne Teilnahme an einem offiziellen Wettkampf, in denen er seinen Freund Aurélio Miguel beim Boykott des CBJ wegen mangelnder Förderung unterstützte, begann Rogério Sampaio das Jahr 1992, das Jahr der Olympischen Spiele in Barcelona, als ein Unbekannter.
Bei den Olympischen Spielen 1992 in Barcelona trat Sampaio in der gleichen Gewichtsklasse an, wie sein Bruder vier Jahre zuvor. Im Gegensatz zu seinem Bruder schied Rogério aber nicht im ersten Kampf aus, sondern erreicht nach drei Siegen das Halbfinale, wo er den Deutschen Udo Quellmalz durch eine Ermahnung (chui) besiegte. Im Finale konnte er den Ungarn József Csák mit einem halben Punkt (Waza-ari) schlagen. Seine Goldmedaille widmete er seinem Bruder. Rogério wurde der einzige brasilianische Athlet, der bei den Olympischen Spielen 1992 in Barcelona eine olympische Goldmedaille im Einzel gewann. Er war der Sieger in der Kategorie Halbleichtgewicht bis 65 Kilogramm. Die andere Goldmedaille für Brasilien in diesem Wettbewerb gewann die Herrenmannschaft im Volleyball.
Bei den Judo-Weltmeisterschaften 1993 in Hamilton, Kanada, trat Sampaio im Leichtgewicht (bis 71 Kilogramm) an und gewann die Bronzemedaille. In den Jahren danach war Sampaio meist verletzt und konnte sich nicht mehr für die großen internationalen Meisterschaften qualifizieren. 1998 beendete er seine Karriere.

### Nach Karriereende
Im Jahr 2000 leitete er den Technischen Judo-Kurs in Santo Domingo in der Dominikanischen Republik. Anschließend begann Rogério seine Karriere als Trainer der brasilianischen Junioren-Nationalmannschaft, wo er bis 2005 blieb.
Im Jahr 2003 trainierte er in Miami Athleten im Alter von 14 bis 19 Jahren aus 15 verschiedenen Ländern. Am Ende der Saison trainierte er 80 Athleten in Los Angeles, bis er im folgenden Jahr zum Präsidenten der Fundação Pró-Esporte de Santos ernannt wurde.

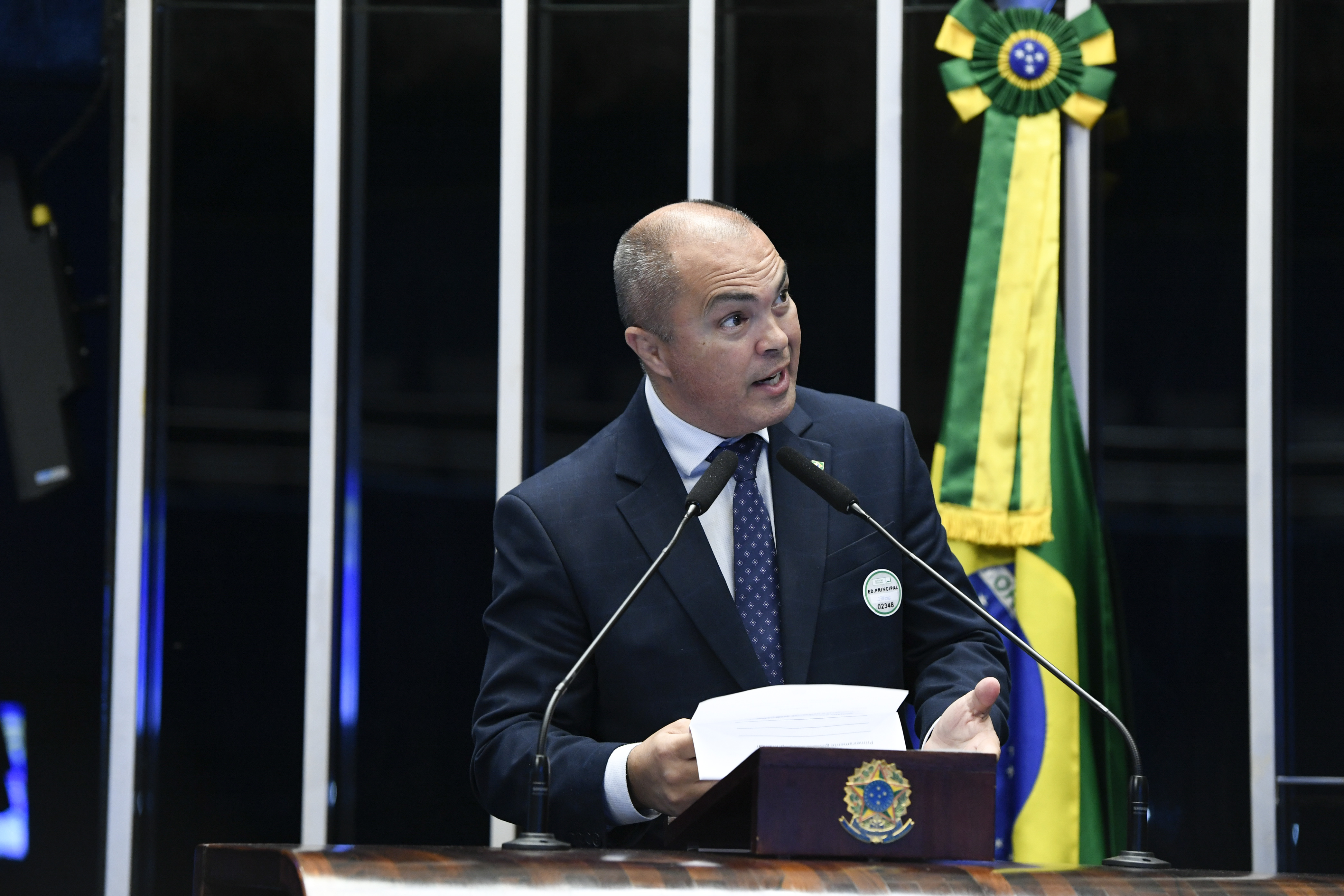
Juni 2023

Im Jahr 2018 übernahm er das Amt des Generaldirektors des COB (Brasilianisches Olympisches Komitee). Am 18. Juli 2021 nahm er an der Sendung „Domingo Esportivo“ von Rádio Bandeirantes teil.
2024 war er der Chefe da Missão Paris 2024 (Leiter der Mission Paris 2024) für das brasilianische Team für die Olympischen Sommerspiele in Paris.
Im Dezember 2024 gab das Olympische Komitee Brasiliens (Comitê Olímpico do Brasil – COB) bekannt, dass Rogério Sampaio im Januar sein Amt als Generaldirektor der Organisation niederlegen wird und, dass die Kündigung nach der Jahresendpause erfolge.

## Privates
Rogério Sampaio ist Vater von zwei Kindern: Beatriz, 12, und Gustavo, 8. Er ist Präsident der Stiftung Fundação Pró-Esporte in Santos und einer der Blogger von R7, wo er Teil eines großen Teams ehemaliger Spitzensportler ist, die im brasilianischen Sport glänzten und die Olympischen Spiele für den Fernsehsender Rede Record kommentieren werden.
Nach 1994 begann Rogério Sampaio sein Sozialprojekt, das auf das Gesetz zur Förderung des Sports (Lei de Incentivo ao Esporte) ausgerichtet war.

## Ehrungen
- Der ehemalige Athlet wurde 1992 vom Internationalen Judo-Verband als bester Judoka der Welt ausgezeichnet.[1]
- Als Krönung seiner hervorragenden Arbeit für den Sport wurde Rogério Sampaio als neues Mitglied in die Hall of Fame der Panamerikanischen Judo-Union in Montreal, Kanada, aufgenommen.[1]